# USS Trenton (CL-11)
Pour les autres navires du même nom, voir USS Trenton.
L'USS Trenton (CL-11) est un croiseur léger de classe Omaha construit pour l'United States Navy au début des années 1920. Il est le deuxième navire de l'US Navy à avoir porté le nom de cette ville du New Jersey.
Le Trenton est mis sur cale aux chantiers navals de la compagnie William Cramp and Sons de Philadelphie (Pennsylvanie) le 18 août 1920, il est lancé le 16 avril 1923 et admis au service actif le 19 avril 1924.

## Historique

### Entre-deux-guerres
Une fois admis au service actif, le Trenton largua les amarres et appareilla du port de New York pour sa croisière de mise en condition opérationnelle en mer Méditerranée et au Proche-Orient. Le 14 août 1924, alors qu'il était en mer entre Port-Saïd et Aden, il reçut l'ordre de gagner Busher (Perse) où il arriva le 25 août pour embarquer le corps du vice-consul des États-Unis Robert Imbrie. Le croiseur fit escale à Suez, à Port-Saïd, Villefranche-sur-Mer, avant d'arriver au Washington Navy Yard le 29 septembre 1924.

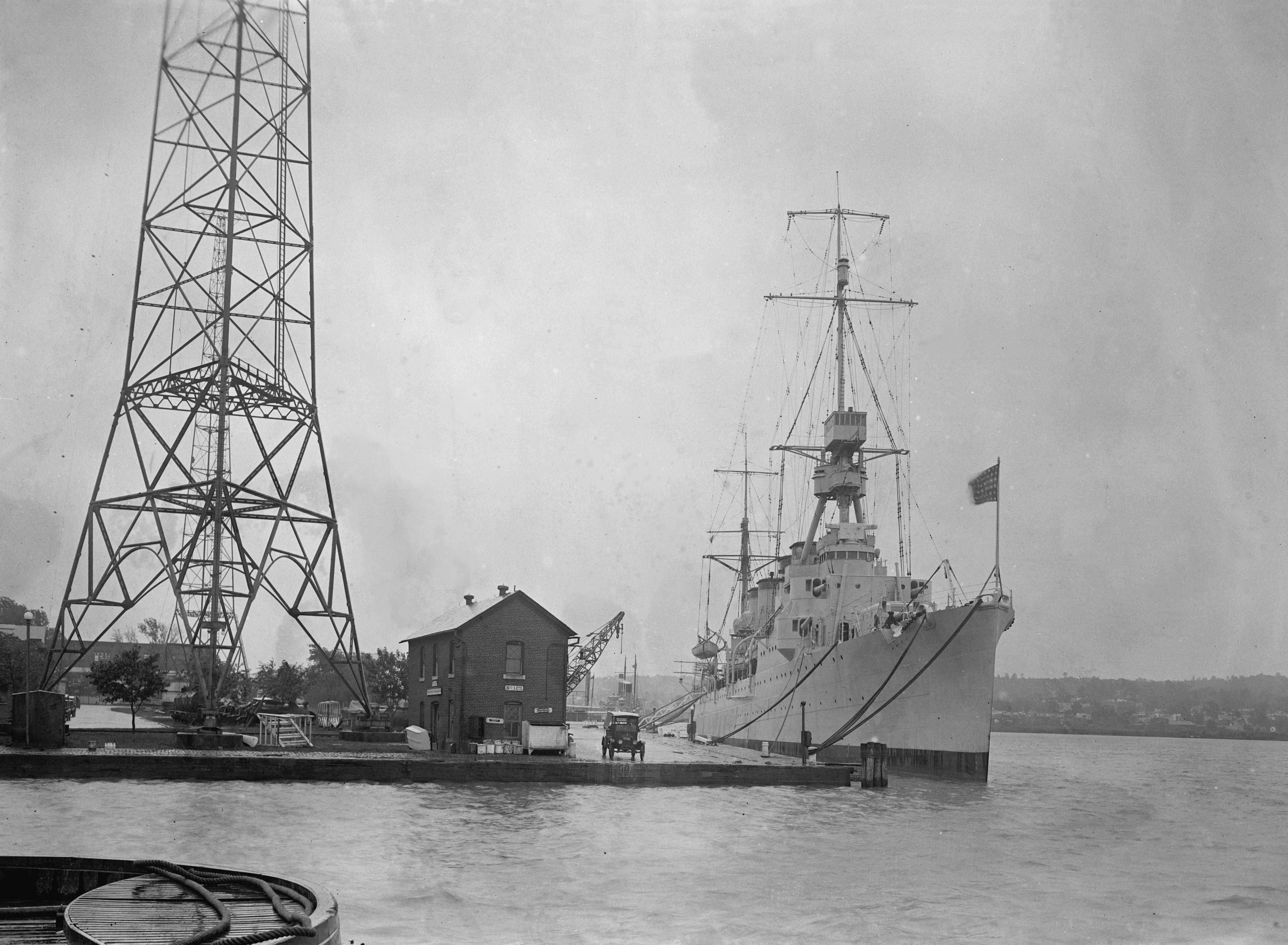
Le Trenton au Washington Navy Yard en 1924.

Le 20 octobre 1924, le Trenton effectuait des exercices de tir dans la région de Norfolk lorsque des gargousses de la tourelle avant explosèrent, tuant ou blessant tous les servants. Dans la lutte contre le sinistre qui suivit, l'enseigne Henry Clay Drexler (en) et le premier maître George Robert Cholister (en) tentèrent de plonger les autres gargousses dans une citerne à eau pour éviter un incendie catastrophique mais échouèrent. Drexler fut tué par l'explosion de la charge qu'il transportait pendant que Cholister était gravement brûlé et intoxiqué par l'incendie alors qu'il tentait la même manœuvre. Il mourut le lendemain des suites de ses blessures. En récompense de leur courage, les deux hommes reçurent à titre posthume la Congressional Medal of Honor, la plus haute distinction militaire des États-Unis.
Après avoir opéré au large de la côte est jusqu'en février 1925, il participa à des exercices dans les Caraïbes et dans l'océan Pacifique avec la Battle Fleet jusqu'au 7 juin, quand la plus grande partie de la Scouting Fleet regagna ses pénates sur la côte est.
Le Trenton — intégré à la 2e division de croiseurs — participa ainsi à la croisière réalisée par la Battle Fleet en Australie et en Nouvelle-Zélande avec des escales à Melbourne, Wellington, Sydney, Auckland, Dunedin et Lyttelton. À la fin du mois d'août, la 2e division de croiseurs abandonna la Battle Fleet et regagna la côte est via les îles Marquises, les îles Galápagos et le canal de Panama, retrouvant la Scouting Fleet en baie de Guantánamo le 4 octobre et après un exercice de tir, le Trenton retrouva le port de Philadelphie le 9 novembre 1925.
En janvier 1926, le Trenton retrouva Guantanamo pour un mois d'exercices tactiques et d'exercices de tir avant de mettre le cap sur Panama pour six semaines d'exercices combinés avec la Battle Fleet et la Scouting Fleet. Le Trenton passa son été à emmener des réservistes pour des exercices en baie de Narragansett avant de retrouver Cuba en septembre pour les manœuvres d'hiver.
Au début de l'année 1927, la Scouting Fleet et la Battle Fleet se retrouvèrent pour des manœuvres combinées au large de Cuba et en mai, il transporta du Nicaragua à Hampton Roads, le colonel Henry Stimson qui avait été chargé d'observer la situation du pays en proie à de graves troubles politiques. Après une revue navale passée par le président Coolidge en juin, la flotte américaine au complet se sépara pour reprendre ses activités habituelles dans l'Atlantique et dans le Pacifique. Le Trenton termina l'année par des exercices en solitaire ou avec le reste de la Scouting Fleet.
En janvier 1928, le Trenton et les autres croiseurs embarquèrent des Marines à Charleston et les débarquèrent au Nicaragua pour assurer la bonne tenue des élections organisées à la suite de la visite du colonel Stimson. Cette mission de transport achevé, le Trenton et les autres croiseurs de la 2e division retrouvèrent le reste de la Scouting Fleet en baie de Guantanamo avant d'appareiller pour le Pacifique le 9 mars et réaliser des exercices au large de la Californie et des îles hawaïennes. Les exercices terminés, le Trenton et ses sister-ship Milwaukee et Memphis appareillèrent pour l'Asie afin de relever la 3e division de croiseurs au sein de l'United States Asiatic Fleet. À l'occasion du transit aller, il embarqua le colonel Stimson qui cette fois allait occuper le poste de gouverneur général des Philippines. Sur zone, le Trenton participa à des manœuvres armée-marine tout en patrouillant dans le nord de la Chine, mettant à terre sa compagnie de débarquement une fois à Chefoo.
En mai 1929, le Trenton et les deux autres croiseurs de sa division furent détachés de l'Asiatic Station pour regagner les États-Unis. Le Trenton subit un carénage aux Philippines avant de regagner la Scouting Fleet qu'il ne quitta pas pendant près de quatre ans, effectuant de réguliers exercices dans les Caraïbes et au large de la Nouvelle-Angleterre avec parfois des missions de surveillance dans une Amérique centrale particulièrement agitée.
Au printemps 1933, le Trenton fut affecté dans le Pacifique, devenant par la même occasion, le navire amiral des croiseurs de la Battle Force, opérant dans le Pacifique jusqu'en septembre 1934 quand il regagna les Caraïbes pour servir au sein du Special Service Squadron (en), une unité chargé de surveiller le canal de Panama et l'Amérique Centrale. Après quinze mois de mission, il gagna le Mare Island Navy Yard en janvier 1936 pour un grand carénage avant de reprendre son rôle au sein de la Battle Force jusqu'au printemps 1939. Il effectua une deuxième croisière en Australie en 1937 et représenta les États-Unis lors des célébrations du 150e anniversaire de la colonisation de l'île-continent (1788-1938).

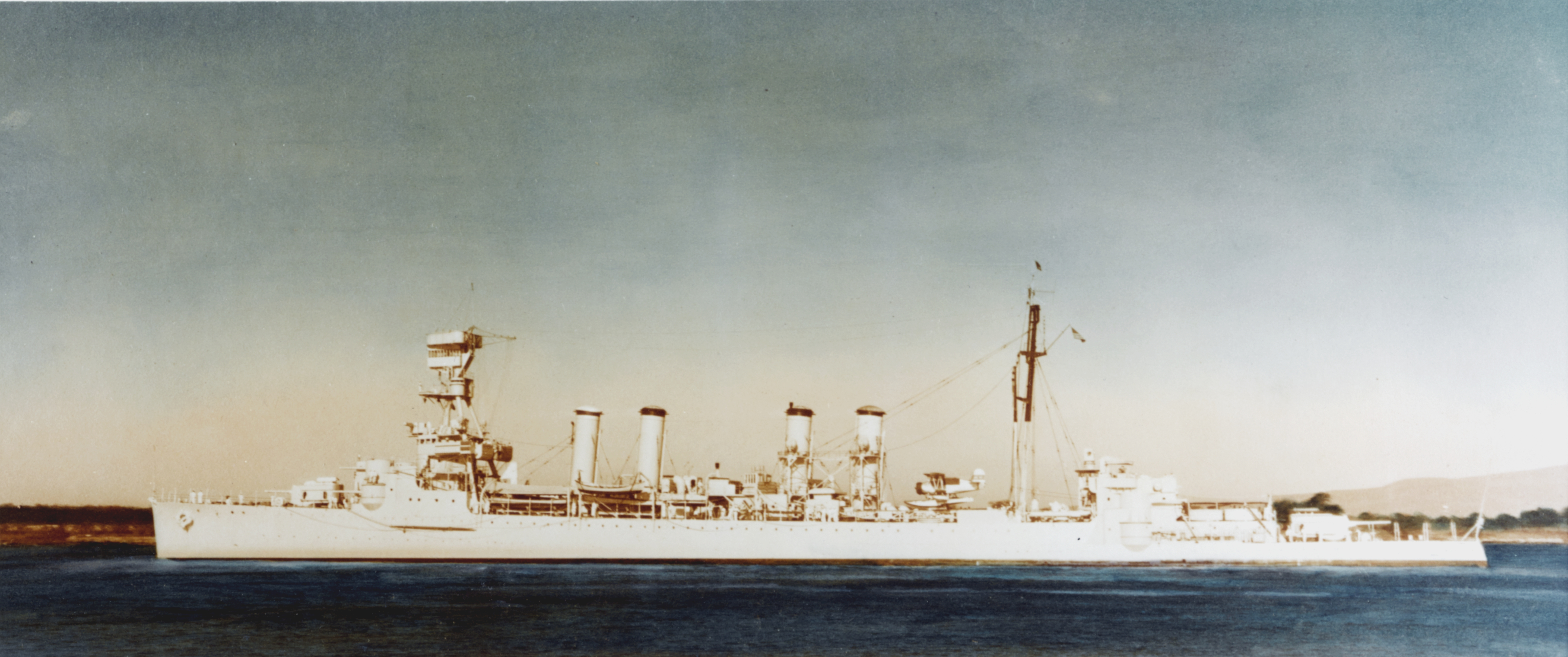
Le Trenton à Pearl Harbor vers 1938.

En mai 1939, le croiseur retourna dans l'Atlantique, et après une escale à Hampton Roads, quitta la Virginie le 3 juin pour l'Espagne. Si le Raleigh et d'autres navires du squadron 40-T évacuèrent des ressortissants américains, le Trenton patrouilla dans le bassin occidental de la Méditerranée. Il effectua cette mission jusqu'à la mi-juillet 1940 quand il retourna aux États-Unis, embarquant la famille grand-ducale du Luxembourg occupé par les Allemands.

### Seconde Guerre mondiale
En novembre 1940, le Trenton regagne le Pacifique et la Battle Force, devenant membre de la 3e division de croiseurs. Jusqu'à la mi-1944, le navire effectua des missions de patrouilles et d'escorte depuis Balboa (Panama) notamment en direction de Bora-Bora. De la mi-1942 à la mi-1944, il patrouilla le long de la côte ouest de l'Amérique du sud entre le canal de Panama et le détroit de Magellan. Au cours d'une de ces opérations, en septembre 1943, malgré un contact radar qui dura 15 minutes, il manqua le croiseur auxiliaire allemand Michel, qui plus tard intercepta et coula le tanker norvégien India.

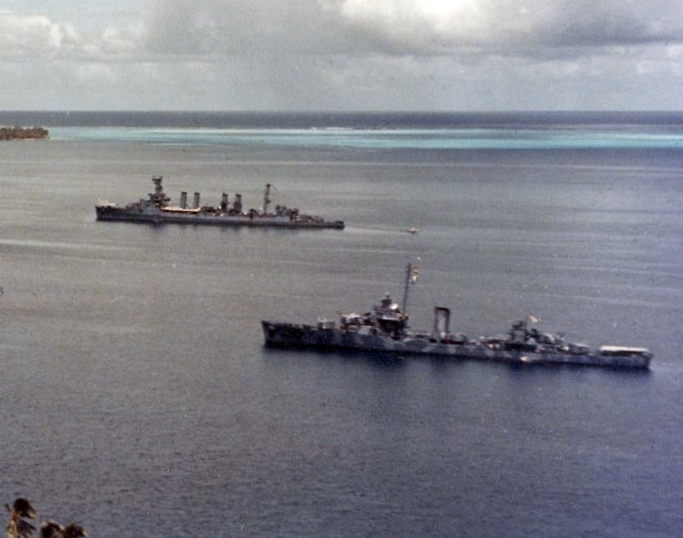
Le Trenton (au fond) et le à Bora Bora en février 1942.

Le 18 juillet 1944, le Trenton gagna la région des Aléoutiennes, arrivant à Adak le 2 septembre avant de gagner un mois plus tard l'île d'Attu. Au mois d'octobre, il retrouva son sister-ship le Richmond et neuf destroyers pour deux missions de chasse aux navires japonais dans les Kouriles du Nord, le premier du 16 au 19 octobre et le second du 22 octobre au 9 novembre 1944 en diversion des débarquements à Leyte. Il gagna une nouvelle fois les Kouriles le 3 janvier 1945 pour bombarder les installations ennemies sur l'île de Paramouchir, avant de reprendre ses opérations de patrouille en Alaska.

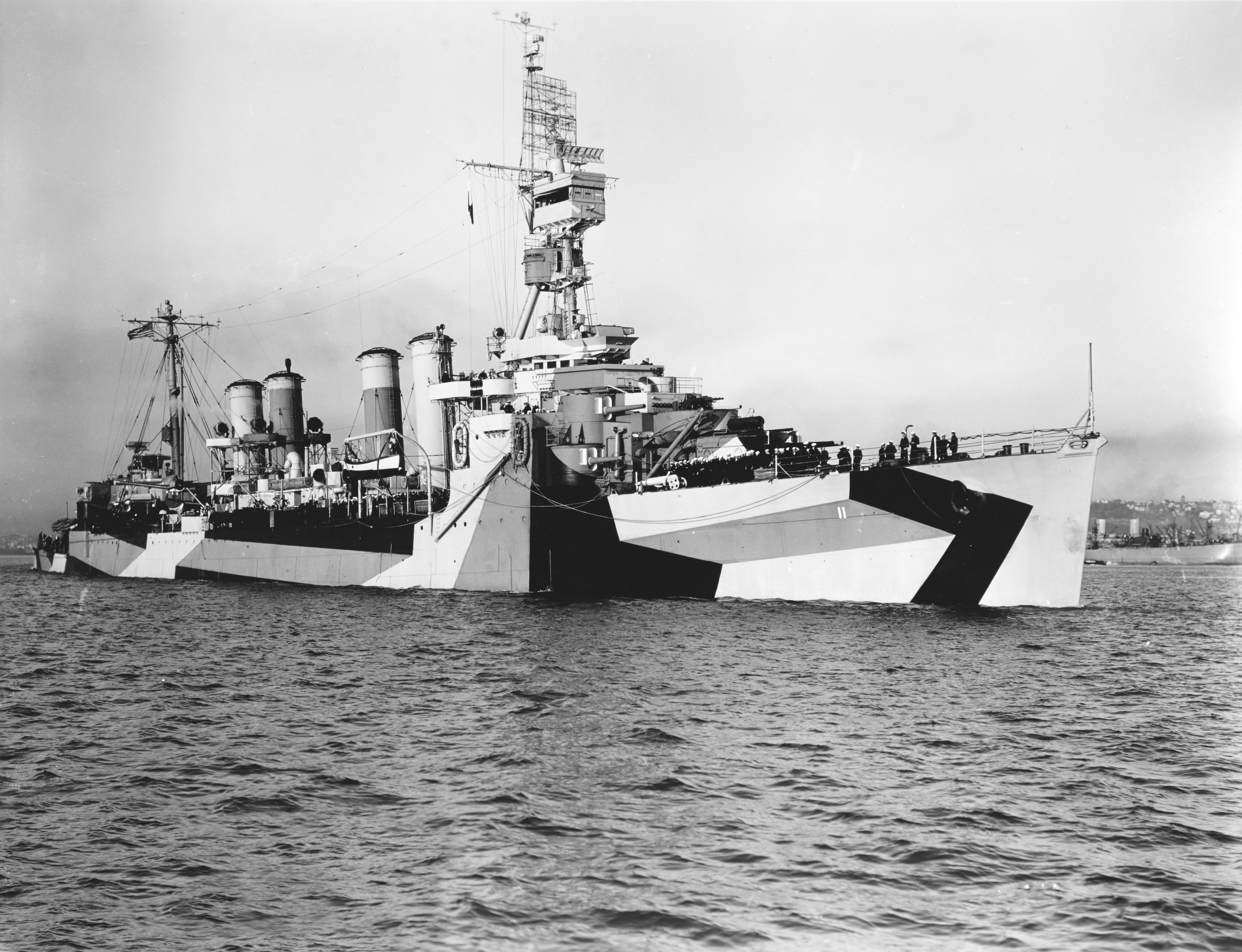
Le Trenton après sa dernière révision en août 1944.

Il poursuivit ses patrouilles jusqu'à la fin de la guerre, bombardant une nouvelle fois les installations japonaises de Paramouchir le 18 février et un mois plus tard bombarda Matsuwa. Il recommença les 10 et 11 juin 1945 avant de réaliser sa dernière mission de guerre du 23 au 25 juin 1945. 
Il gagna ensuite San Francisco le 1er août et entra au Mare Island Navy Yard pour les prémices de son désarmement. Au début du mois de novembre 1945, il quitta la Californie et franchit le canal de Panama le 18 novembre arrivant une semaine plus tard à Philadelphie. Il fut désarmé le 20 décembre, rayé du Naval Vessel Register le 21 janvier 1946 et vendu à la démolition le 29 décembre 1946.

## Décorations
Le Trenton a reçu une Battle star pour son service dans la Seconde Guerre mondiale.